# Consell Provincial de València
El Consell Provincial de València va ser un organisme de govern que abarcava la província de València i part de les de Castelló i d'Alacant fundat el 7 de gener de 1937, durant la guerra civil espanyola i que va substituir el Comitè Executiu Popular de València, substituint aquest darrer a la Diputació de València des del començament de la guerra, i arribant a gaudir de certa autonomia, realitzant propostes culturals i educatives en valencià, amb el conseller Francesc Bosch, com l'Institut d'Estudis Valencians o la Biblioteca del País Valencià.

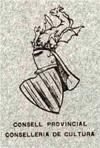
Escut de la Conselleria de Cultura amb la forma de l'actual escut de la Generalitat Valenciana

La bandera va ser la quadribarrada amb una modificació sobre l'escut. El president de l'entitat era el Governador Civil de València, i a partir de 1938, el President de la Diputació Provincial de València, i la seu del CPV era l'actual Palau de la Generalitat Valenciana, la mateixa que la del predecessor Comité Executiu Popular de València.
Tot i que no està oficialment reconegut com a tal, degut al seu caràcter autònom, el seu àmbit d'actuació (província de València i una part important de les de Castelló i Alacant), les lleis, esforços i propostes en favor de l'ús del valenciài de l'aprovació de l'Estatut d'Autonomia del País Valencià, així com per la seua ubicació, al Palau de la Generalitat Valenciana, i la consideració de Francesc Bosch i altres consellers com a primers Consellers de la història, tant el Comité Executiu Popular de València, com després el Consell Provincial de València, són assimilables a òrgans preautonòmics i com a predecessors directes del Consell del País Valencià i de l'actual Generalitat Valenciana.
Amb el triomf de les tropes del General Franco i la fi de la guerra, el consell es va dissoldre, tornant a ser la Diputació de València.

## Composició

### Consellers del Comité Executiu Popular de València[14]
El president de l'entitat era el Governador Civil de València.
| Conselleria                                       | Conseller                                                                                               | Partit Polític o Sindicat |  |
| ------------------------------------------------- | --- | ------------------------- |  |
| Presidència                                       | Brauli Solsona i Ronda (22/07/1936) Ernesto Arín Prado (05/08/1936) Ricardo Zabalza Elorga (28/09/1936) | ERPV UMRA FSV             |  |
| Conselleria d'Ordre Públic                        | Gonzalo Navacerrada Rodríguez                                                                           | FSV                       |  |
| Conselleria de Propaganda, Premsa i Comunicacions | Juan López Sánchez                                                                                      | CNT                       |  |
| Conselleria de Transport                          | José Prost                                                                                              | CNT                       |  |
| Conselleria d'Abastiments                         | Pérez Carretero                                                                                         | UGT-PV                    |  |
| Conselleria de Treball i Atur Obrer               | Vicente Romero                                                                                          | UGT-PV                    |  |
| Conselleria d'Hisenda                             | Juan Tejón                                                                                              | FSV                       |  |
| Conselleria de Guerra                             | Josep Benedito i Lleó                                                                                   | EV                        |  |
| Conselleria de Milícies                           | José Antonio Uribes Moreno                                                                              | PCPV                      |  |
| Conselleria d'Agricultura                         | Antonio Sánchez                                                                                         | UR                        |  |
| Conselleria de Sanitat                            | Francesc Bosch i Morata                                                                                 | PVE                       |  |
| Conselleria de Sanitat-Comité Sanitari Popular    | Rafael Vilar Fiol                                                                                       | FSV                       |  |
| Conselleria de Justícia                           | José Sánchez Requena                                                                                    | PS                        |  |
| Conselleria de Control de Circulació              | Francisco Ravenat                                                                                       | POUM                      |  |
| Conselleria de Relacions                          | Miguel San Andrés                                                                                       | ERPV                      |  |
| Conselleria de Seguretat                          | Manuel Pérez Feliu                                                                                      | CNT                       |  |

### Consellers
En un principi, el President va ser el Governador Civil de València, i a partir del 15 de març de 1938, el president passa a ser el president de la Diputació Provincial de València
| Conselleria                                       | Conseller | Partit polític o Sindicat |  |
| ------------------------------------------------- | --- | ------------------------- |  |
| President                                         | Ricardo Zabalza Elorga (07/01/1937) Manuel Molina Conejero (14/07/1937) Joan Murria Dolz (15/03/1938) Lorenzo Latorre Blay (Febrer 1939-01/04/1939) | FSV                       |  |
| Conselleria de Defensa                            | Josep Benedito i Lleó | EV                        |  |
| Conselleria de Cultura i Relacions Valencianes    | Francesc Bosch i Morata José María Sánchez Roda | PVE UGT-PV                |  |
| Conselleria d'Ordre Públic                        | Gonzalo Navacerrada Rodríguez | FSV                       |  |
| Conselleria de Propaganda, Premsa i Comunicacions | Juan López Sánchez | CNT                       |  |
| Conselleria de Transport                          | José Prost | CNT                       |  |
| Conselleria d'Economia i Abastiments              | Pérez Carretero | UGT-PV                    |  |
| Conselleria de Treball i Atur Obrer               | Vicente Romero | UGT-PV                    |  |
| Conselleria d'Hisenda                             | Juan Tejón | FSV                       |  |
| Conselleria de Milícies                           | José Antonio Uribes | PCPV                      |  |
| Conselleria d'Agricultura                         | Antonio Sánchez | UR                        |  |
| Conselleria de Sanitat                            | Rafael Vilar Fiol | FSV                       |  |
| Conselleria de Justícia                           | José Sánchez Requena | PS                        |  |
| Conselleria de Control de Circulació              | Francisco Ravenat | POUM                      |  |
| Conselleria de Relacions                          | Miguel San Andrés | ERPV                      |  |
| Conselleria de Seguretat                          | Manuel Pérez Feliu | CNT                       |  |

### Ple

#### Gener 1937
| Partit | Partit                                                           | Partit   | Regidors |
| ------ | ---------------------------------------------------------------- | -------- | -------- |
|        | Confederació Nacional del Treball                                | CNT      | 5 / 18   |
|        | Unió General de Treballadors                                     | UGT      | 5 / 18   |
|        | Partit Sindicalista                                              | PS       | 1 / 18   |
|        | Unió Republicana Nacional                                        | URN      | 1 / 18   |
|        | Federació Socialista Valenciana-Partit Socialista Obrer Espanyol | FSV-PSOE | 1 / 18   |
|        | Esquerra Valenciana                                              | EV       | 1 / 18   |
|        | Partit Valencianista d'Esquerra                                  | PVE      | 1 / 18   |
|        | Izquierda Republicana                                            | IR       | 1 / 18   |
|        | Federació Anarquista Ibèrica                                     | FAI      | 1 / 18   |
|        | Partit Obrer d'Unificació Marxista                               | POUM     | 1 / 18   |

#### Octubre 1937
| Partit | Partit                            | Partit | Regidors |
| ------ | --------------------------------- | ------ | -------- |
|        | Izquierda Republicana             | IR     | 3 / 18   |
|        | Partit Socialista Obrer Espanyol  | PSOE   | 3 / 18   |
|        | Partit Comunista d'Espanya        | PCE    | 3 / 18   |
|        | Confederació Nacional del Treball | CNT    | 2 / 18   |
|        | Unió General de Treballadors      | UGT    | 2 / 18   |
|        | Partit Valencianista d'Esquerra   | PVE    | 1 / 18   |
|        | Esquerra Valenciana               | EV     | 1 / 18   |
|        | Federació Anarquista Ibèrica      | FAI    | 1 / 18   |
|        | Unió Republicana Nacional         | URN    | 1 / 18   |
|        | Partit Sindicalista               | PS     | 1 / 18   |